# Vlag van Jakarta

Vlag van Jakarta

De vlag van Jakarta is wit met in het midden het wapen van de stad. Het wapen heeft de vorm van een vijfhoekig schild. Het schild stelt een poort voor. In het midden staat een afbeelding van het Monumen Nasional dat aan de linker- en rechterkant omringd is met rijst en katoen. Daaronder staat een gestileerde afbeelding van een golf. Het regionale motto, jaya raya, staat in rode letters.

## Historische vlaggen

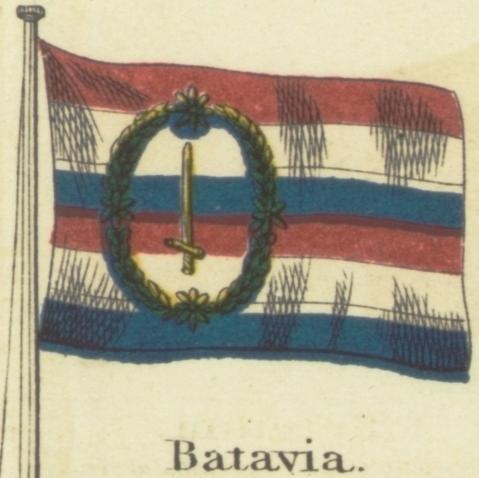
Vlag van Batavia, zoals deze in 1868 op een vlaggenkaart werd getekend
Reconstructie vlag uit 1864
Maritieme vlag van Batavia
Maritieme vlag van Batavia, met rode variant
Een rode vlag van Batavia beschreven in "Verlag von Krais und Hoffmann".
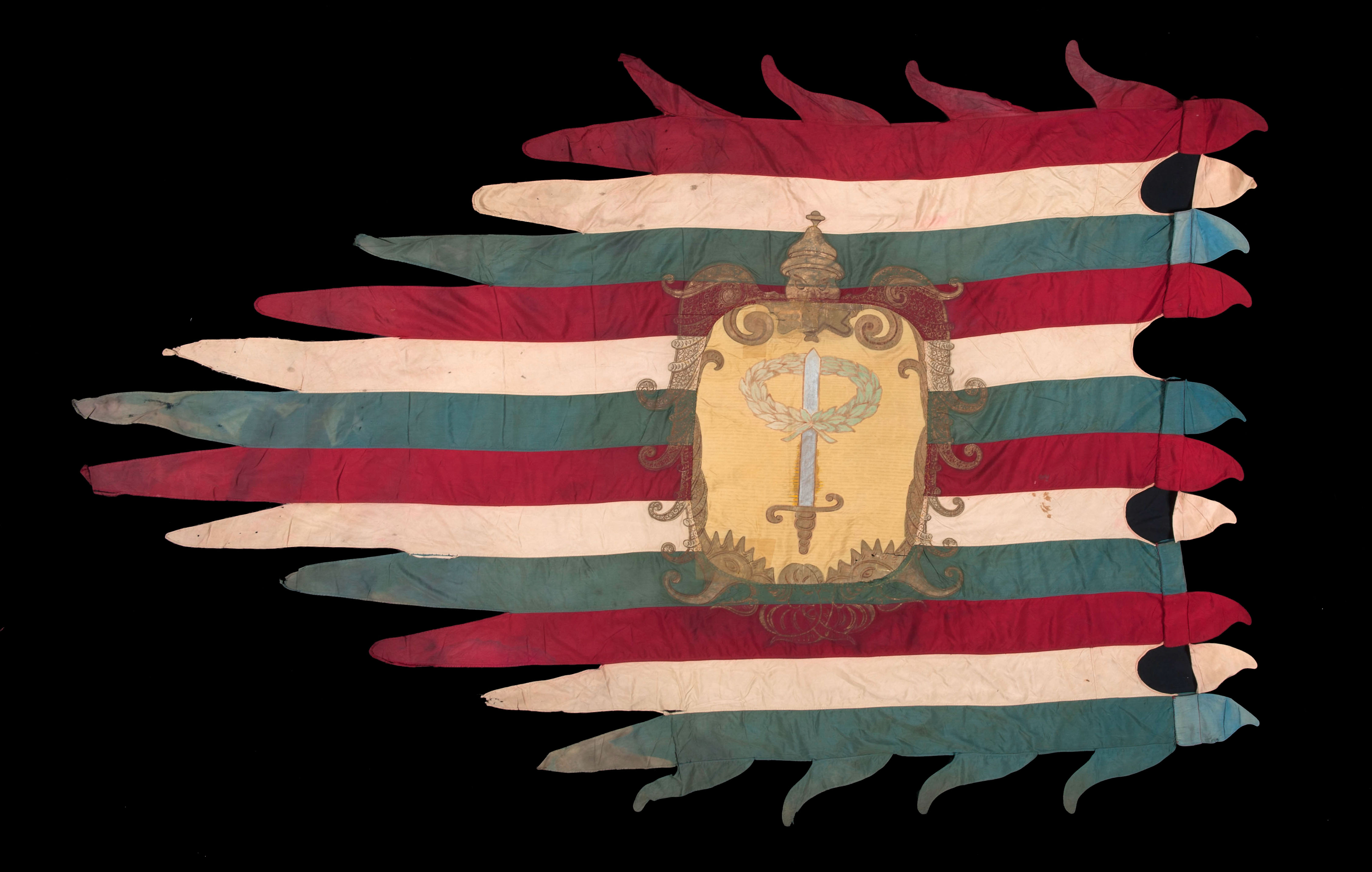
Vlag van met het wapen van Batavia.